# كلفن أوغيلفي
كلفن أوغيلفي (بالإنجليزية: Kelvin Ogilvie)‏ هو سياسي كندي، ولد في 6 نوفمبر 1942 في كندا. حزبياً، نشط في حزب المحافظين الكندي. وقد انتخب عضو مجلس الشيوخ الكندي (27 أغسطس 2009 – 6 نوفمبر 2017).